# Dolmen de la Siureda
Vous lisez un « bon article » labellisé en 2012.
Le dolmen de la Siureda est un dolmen de forme rectangulaire, en plan simple (c'est-à-dire sans couloir) situé à Maureillas-las-Illas, dans le département français des Pyrénées-Orientales, à l'extrémité orientale des Pyrénées. Son nom provient du mot catalan signifiant « bois de chênes-lièges ».
Bâti à la fin du IIIe millénaire av. J.-C. pour servir de sépulture collective, il est muni d'un système original qui permettait de l'ouvrir pour y déposer les corps de personnes décédées. Son plan et son orientation vers le sud-est sont habituels pour les dolmens de ce département. Réutilisé plusieurs fois au cours des âges, il a été redécouvert en 1985 puis a fait l'objet de fouilles archéologiques. Si le dolmen et son tumulus sont bien conservés, les fouilles n'ont permis de découvrir que des petits tessons de poterie et quelques petits objets, dont une perle, une fusaïole (partie de fuseau à filer du textile), un fragment d'anneau en bronze ainsi que des fragments d'os humains dont la datation n'est pas certaine. Facile d'accès, près d'une route et d'un sentier balisé, il est indiqué comme but de randonnée par plusieurs guides spécialisés.

## Situation

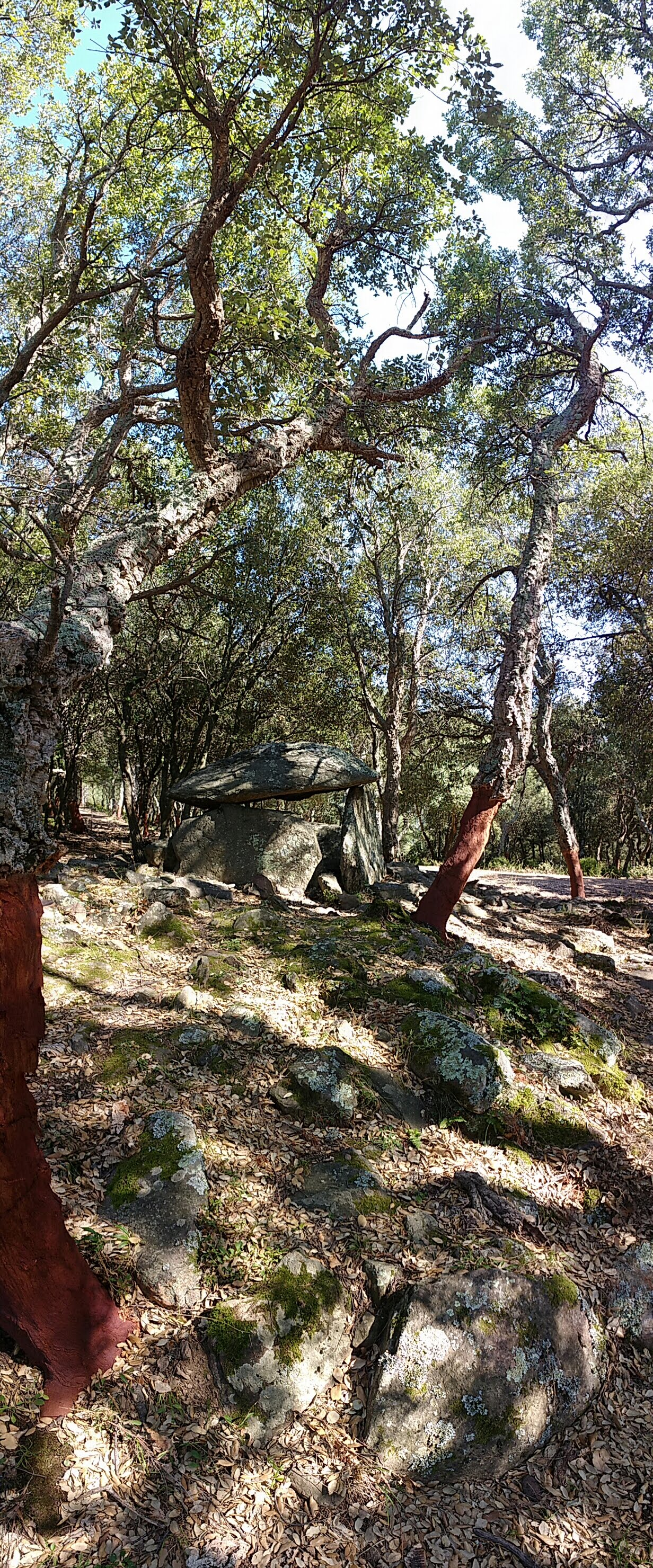
Le dolmen dans la suberaie.

Le dolmen de la Siureda fait partie des cent quarante-huit dolmens recensés dans les Pyrénées-Orientales, en comptant ceux qui sont attestés par des sources anciennes mais n'ont pas été retrouvés. Ils sont tous situés dans les zones accidentées ou montagneuses du département, généralement sur un col, une ligne de crête ou une hauteur.
Le dolmen est situé sur la commune de Maureillas-las-Illas, à trois kilomètres des villages de Maureillas et Céret, sur un replat d'une ligne de crête de collines, à 440 m d'altitude. Ces collines, composées de roches métamorphiques et cristallines, font partie de la partie la plus orientale des Pyrénées. Elles dominent la plaine du Roussillon et la vallée du Tech. La vue porte jusqu'à la mer Méditerranée.
La colline où se trouve le dolmen de la Siureda est couverte de bois de chênes-lièges. Le mot catalan siureda (ou sureda) désigne une suberaie, ou plantation de chênes-lièges, ce toponyme est partagé avec le Còrrec de la Siureda, un torrent courant à flanc de cette même colline. Aucun autre dolmen n'est attesté à Maureillas-las-Illas, mais six toponymes de la commune, dont un situé à seulement 900 m de ce dolmen, peuvent indiquer des emplacements mégalithiques.
Le dolmen est indiqué sous son nom et marqué d'une étoile sur la carte IGN no 2449 OT « Céret - Amélie-les-Bains-Palalda - Vallée du Tech » au 1/25000e, ce qui indique une « curiosité ». Il est accessible par une route goudronnée. Un sentier balisé suivant en partie cette route permet par ailleurs de rallier le dolmen depuis le village de Maureillas, par une randonnée pédestre de faible difficulté passant également par la tour de Bel Œil, une tour en ruine. Ce sentier de randonnée forme une boucle de 8,5 km de long.

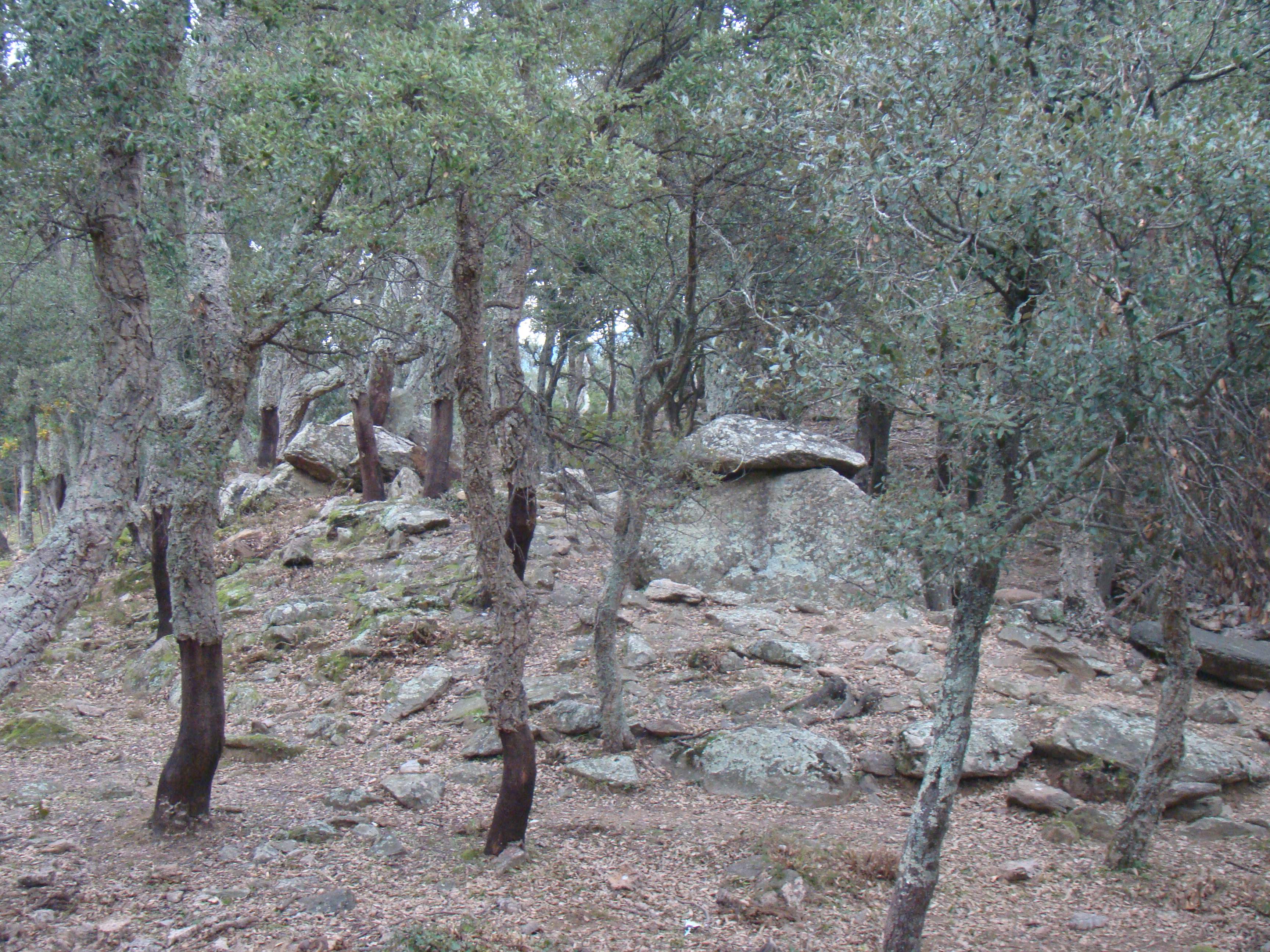
Le dolmen dans son environnement (décembre 2011).
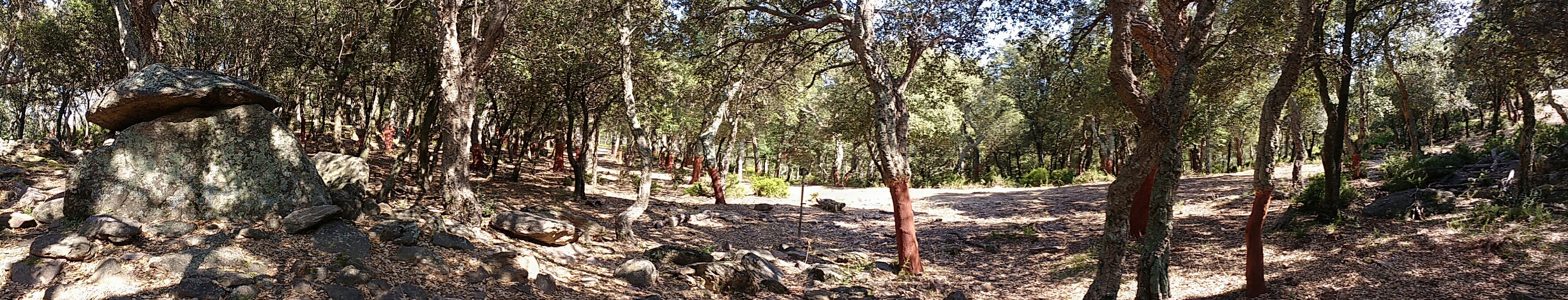
Environnement du dolmen.

## Historique
Le dolmen de la Siureda est érigé dans la deuxième moitié du IIIe millénaire av. J.-C.. Les plus anciens objets révélés par les fouilles sont datés de 2200 à 2000 av. J.-C. Le dolmen a été réutilisé à la fin de l'âge du bronze, autour de 1100 à 700 av. J.-C., comme abri ou comme sépulture, puis à l'époque historique. Il a également été vidé ou pillé à une époque inconnue.
Le dolmen est redécouvert en 1985, dans un bois de chênes-lièges. Il a été fouillé par le Groupe de Préhistoire du Vallespir et des Aspres, sous la direction de Françoise Claustre, de juin 1986 à 1988, puis a fait l'objet de deux publications, en 1988 (Claustre et Pons 1988) et 1990 (Claustre et al. 1990). Sa découverte est publiée pour la première fois le 6 octobre 1986 dans le journal local L'Indépendant. Il est alors nommé « dolmen de Maureillas ».
Une maquette du dolmen et de son tumulus est exposée à la Maison de l'archéologie de Céret (rebaptisée depuis maison du Patrimoine Françoise-Claustre), qui présente des collections archéologiques locales, depuis l'inauguration de ce musée en juillet 1995,.

## Dolmen et tumulus
Relativement bien conservé, le dolmen de la Siureda est, comme la plupart des dolmens du département, de plan simple, c'est-à-dire sans couloir, ce qui le rattache à d'autres dolmens de la période du Chalcolithique et début de l'âge du bronze, durant la seconde moitié du IIIe millénaire av. J.-C.. Son orientation suit un axe nord-ouest/sud-est, avec ouverture vers le sud-est, ce qui est également fréquent pour les dolmens de ce département. Il est constitué de trois dalles verticales surmontées d'une dalle de couverture de 2,35 m de long pour 1,35 m de large. La chambre possédait une ouverture amovible qui a pu permettre des inhumations espacées dans le temps. Toutes les dalles sont en gneiss recueilli sur place.

Vues des quatre faces du dolmen (décembre 2011)
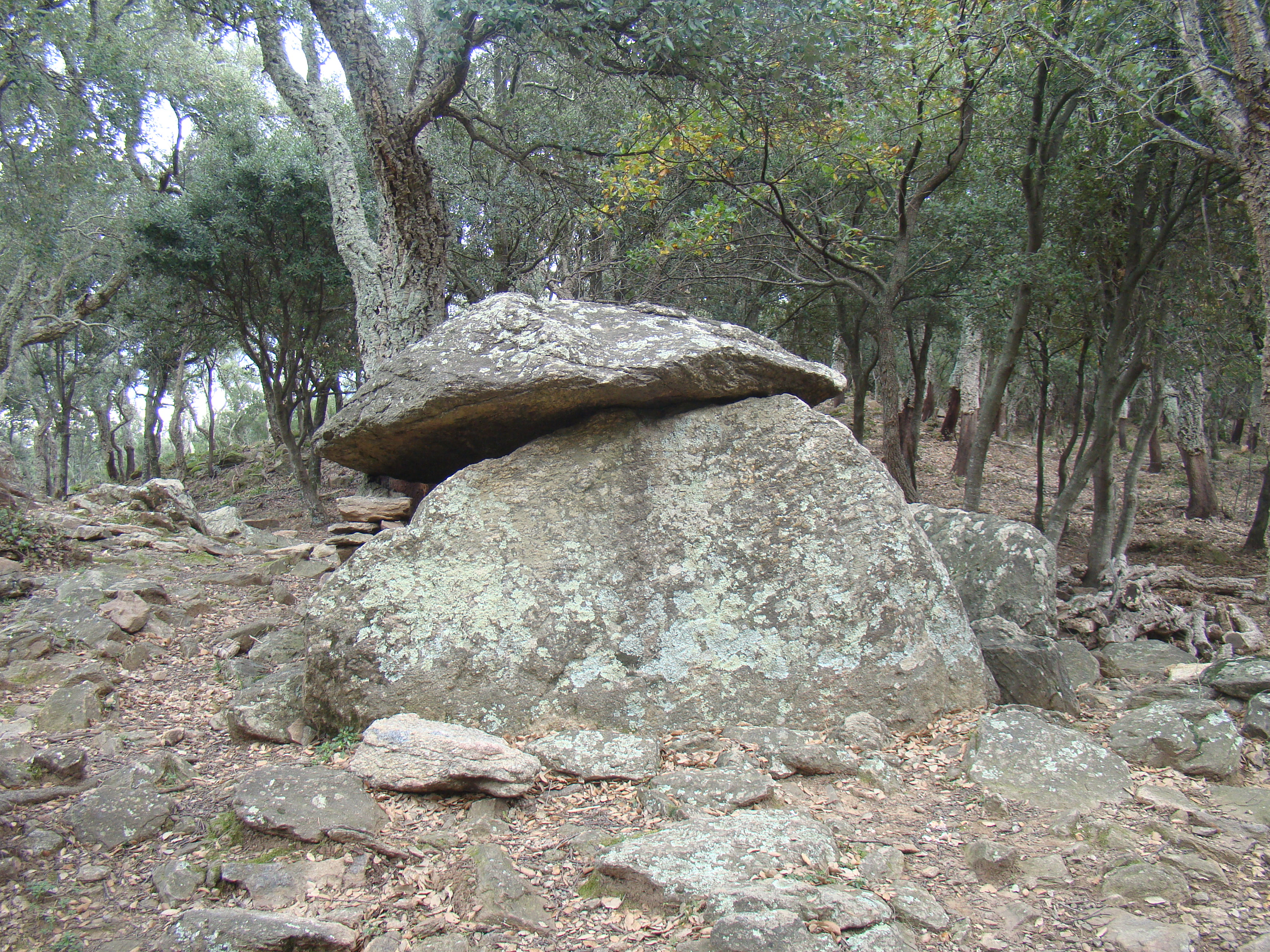
Vue depuis le sud-ouest
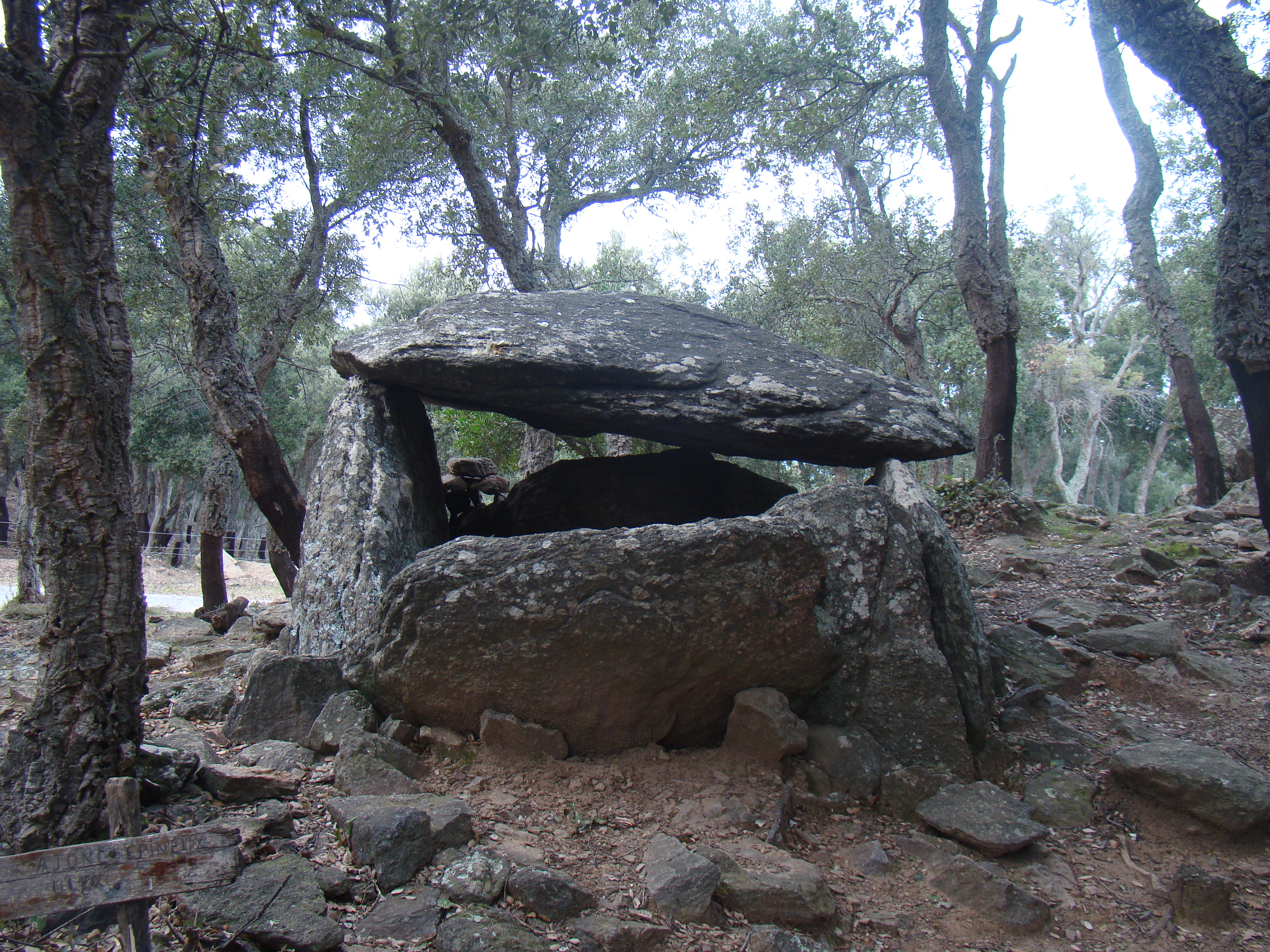
Vue depuis le sud-est (entrée)
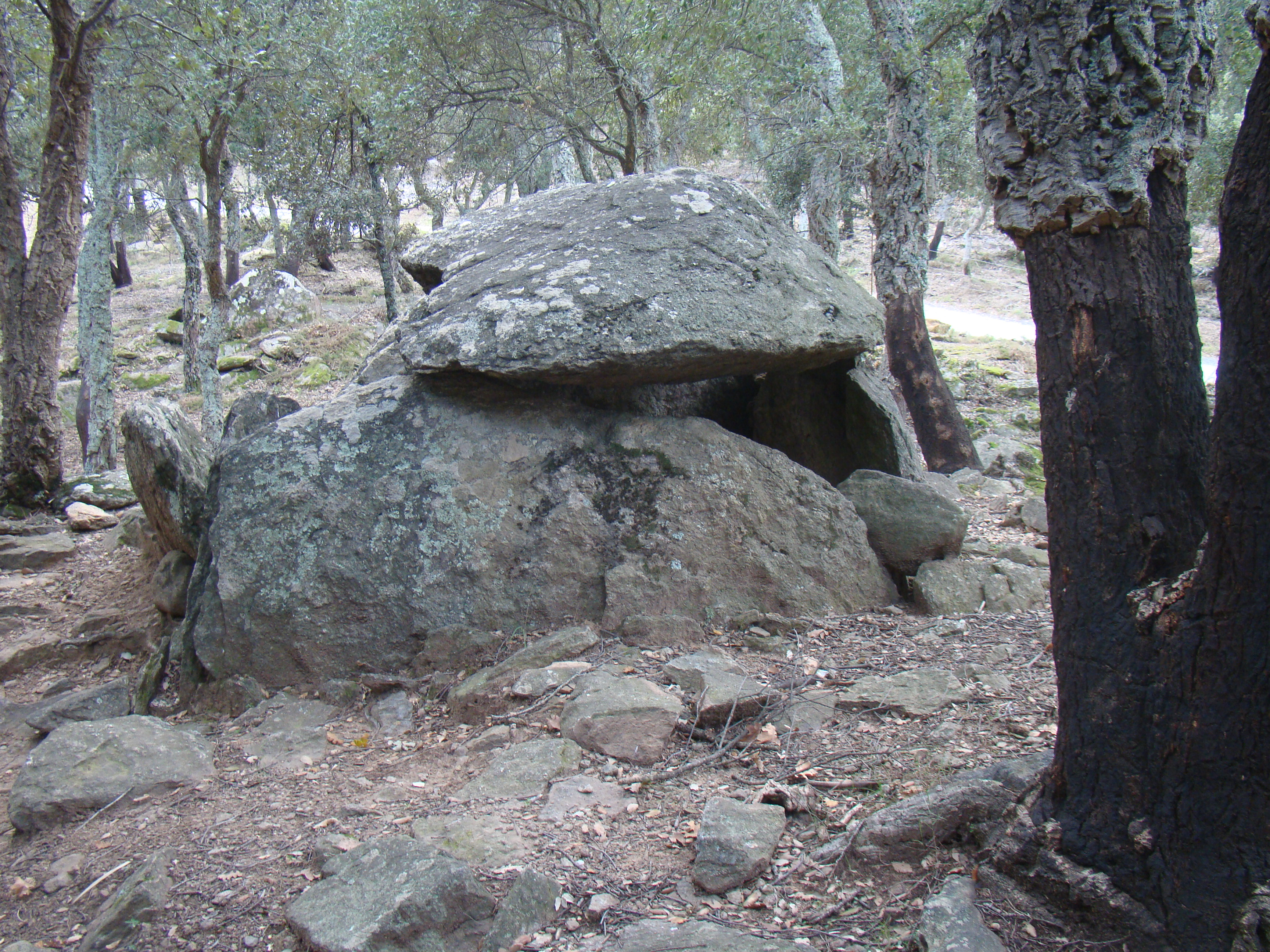
Vue depuis le nord-est
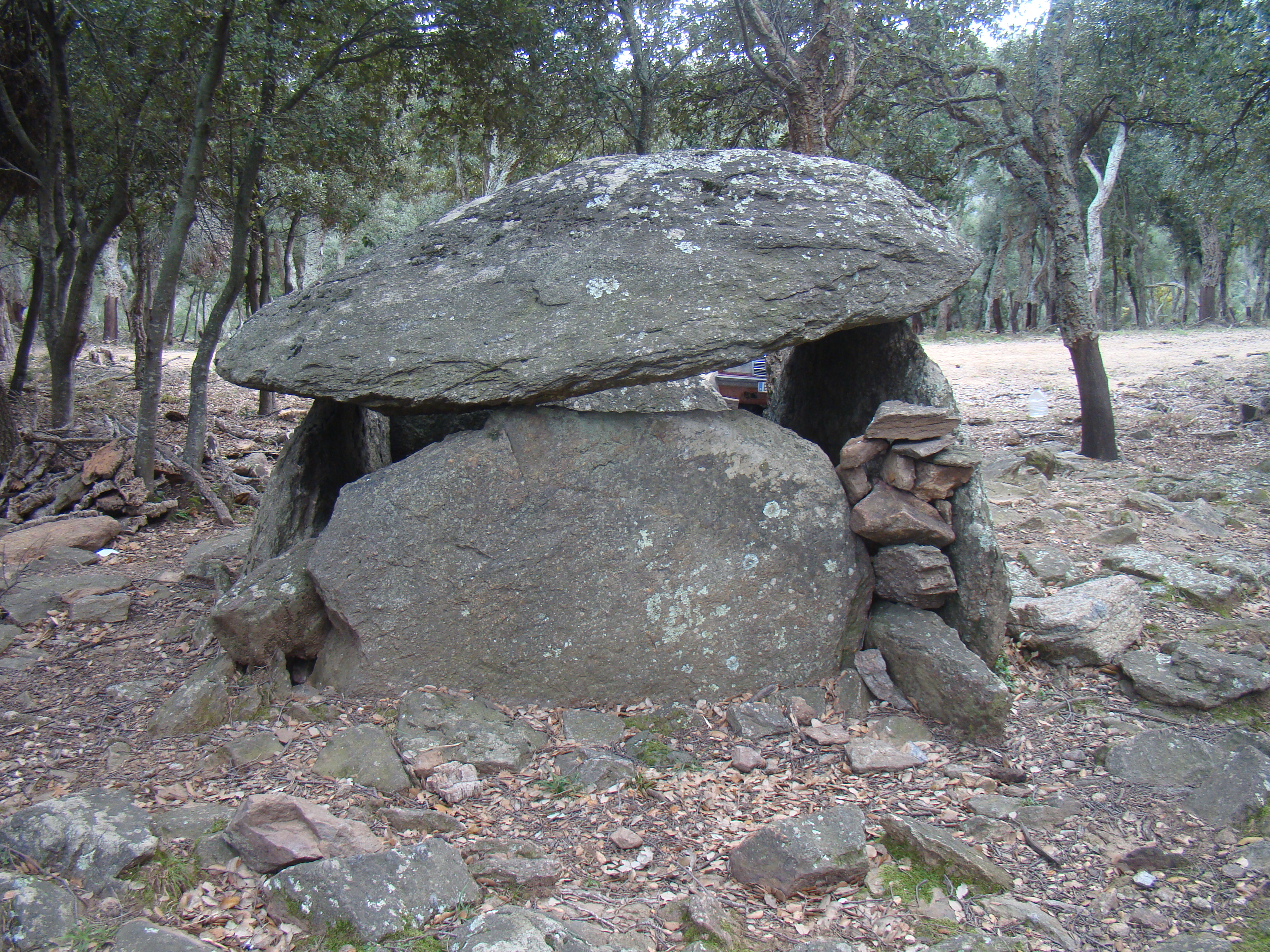
Vue depuis le nord-ouest (dalle de chevet)

La chambre intérieure forme un rectangle de 1,60 m sur 1,70 m. La plus grande des dalles verticales est celle qui est située au sud-ouest. La plus petite, affaissée et sans doute abîmée, est la dalle de chevet. Les dimensions des dalles verticales sont données dans le tableau suivant.
| Dalle                              | Longueur (en m) | Hauteur (en m) | Épaisseur (en cm) |
| ---------------------------------- | --------------- | -------------- | ----------------- |
| Dalle sud-ouest                    | 2,15            | 1,45           | 45                |
| Dalle nord-ouest (dalle de chevet) | 1,55            | 1,10           | 20                |
| Dalle nord-est                     | 2               | 1,15           | 30                |

Plan type d'une chambre pyrénéenne.

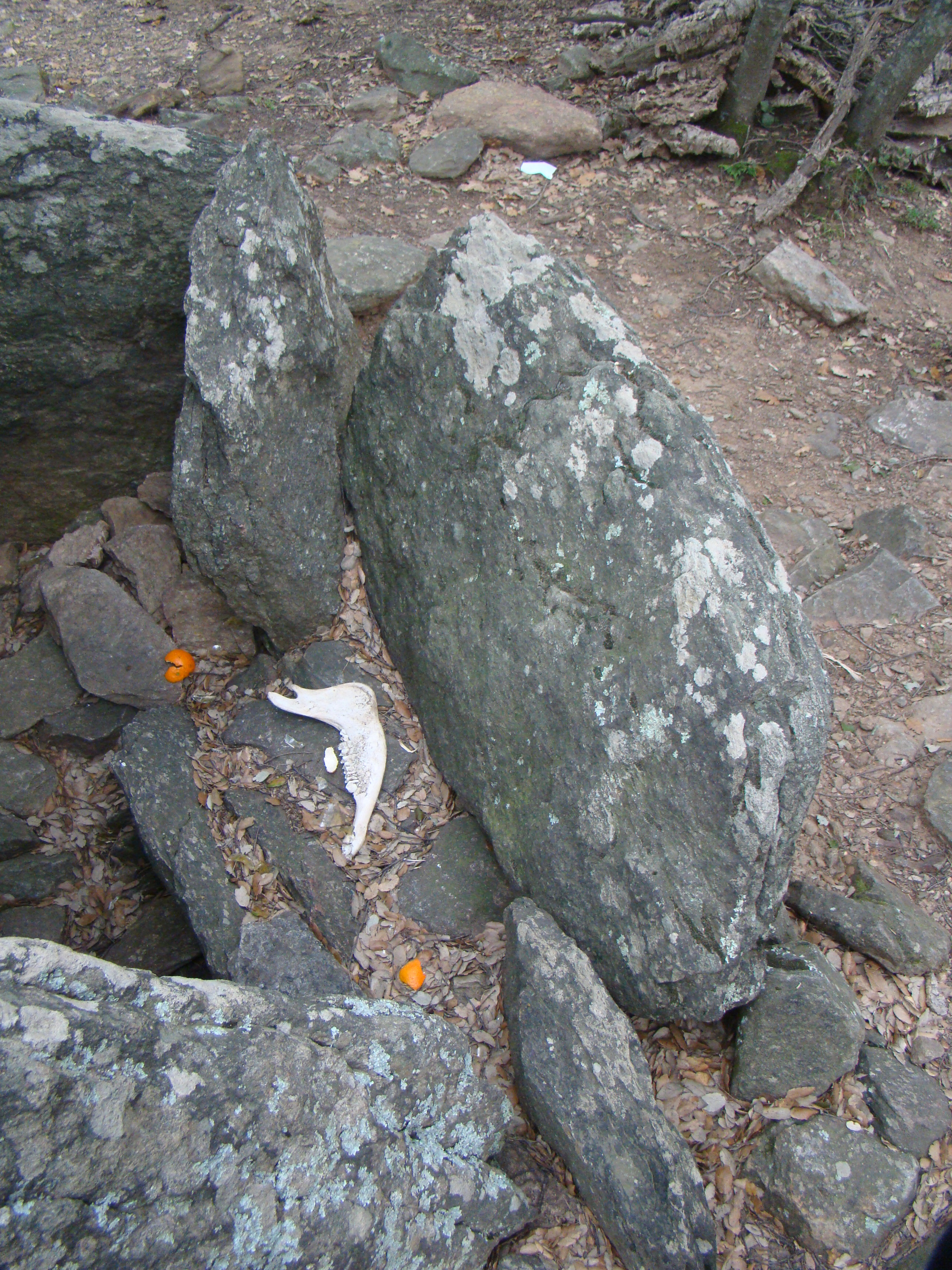
Les dalles de seuil.

La face sud-est du dolmen est munie d'un système d'ouverture original : trois dalles verticales de petites dimensions fichées dans le sol et une quatrième, plus grande, qui pouvait être déplacée sur les autres à la manière d'une porte. Ce système devait permettre de déposer de nouveaux cadavres dans la sépulture. La dalle amovible a pour longueur 1,35 m, pour largeur 0,85 m et 0,25 m d'épaisseur. Les dolmens retrouvés avec leur dalle de fermeture sont très rares. Un dolmen muni d'un système comme celui-ci (une dalle amovible et un accès à mi-hauteur) est appelé « dolmen à porte-fenêtre » ou « chambre pyrénéenne ». Les dimensions des dalles verticales sont données dans le tableau ci-dessous.
| Dalle           | Largeur (en m) | Hauteur (en m) |
| --------------- | -------------- | -------------- |
| Dalle de gauche | 0,75           | 1,05           |
| Dalle centrale  | 1,05           | 0,50           |
| Dalle de droite | 0,65           | 0,60           |

Le dolmen est situé au centre d'un tumulus d'environ dix mètres de diamètre constitué de rochers et de terre apportés. Ce tumulus est probablement en partie naturel et fut pavé par des dalles de gneiss, mais est très abîmé, surtout dans sa partie orientale, qui ne comporte pas ou plus de pierres. Il mesure, au plus haut, un mètre. Il était sans doute plus élevé lors de sa construction. La plupart des pierres constituant le tumulus mesurent entre 20 et 30 cm, quelques-unes entre 40 et 80 cm, voire davantage sur le bord extérieur côtés sud et ouest.

Vues du tumulus
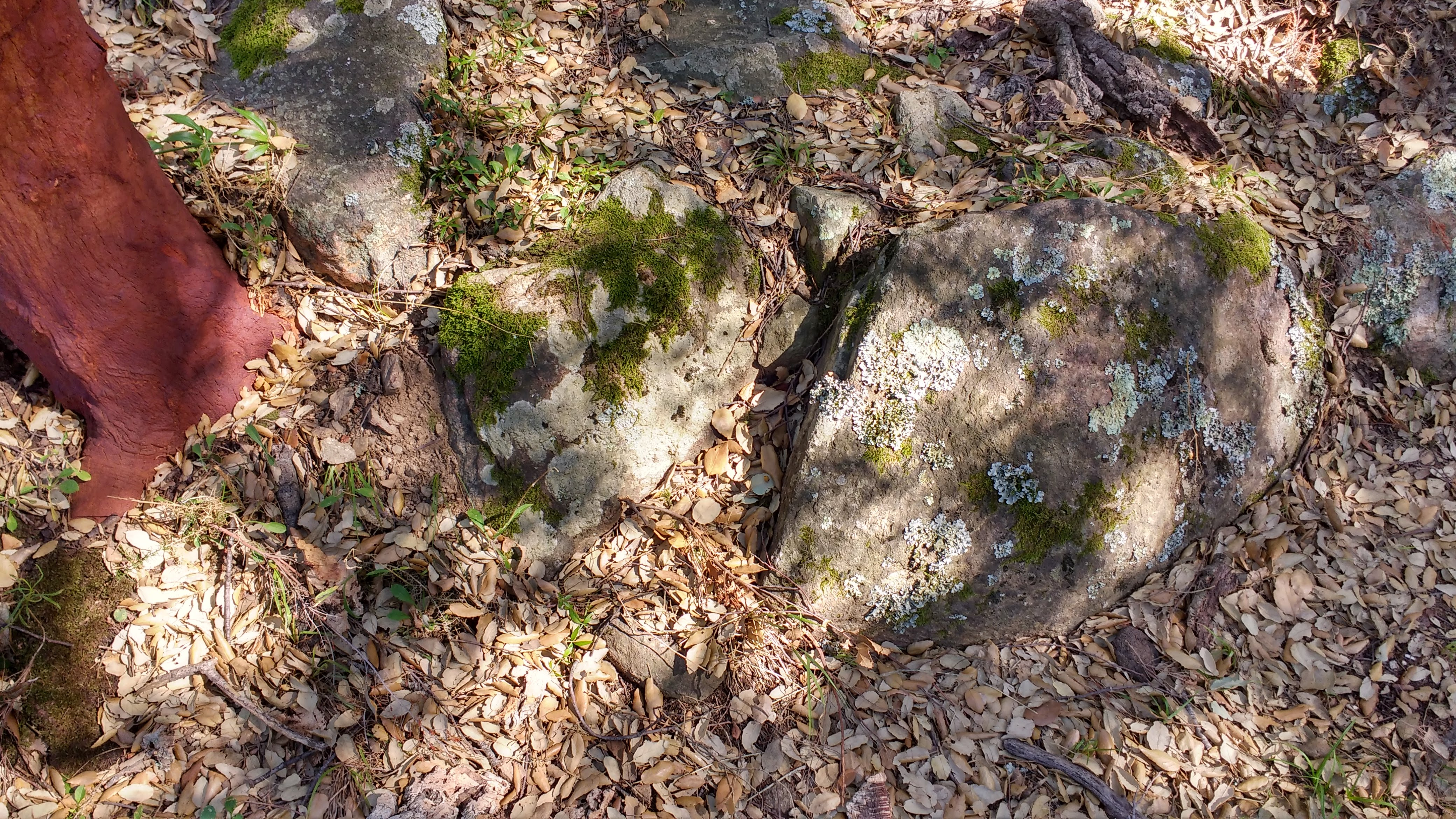
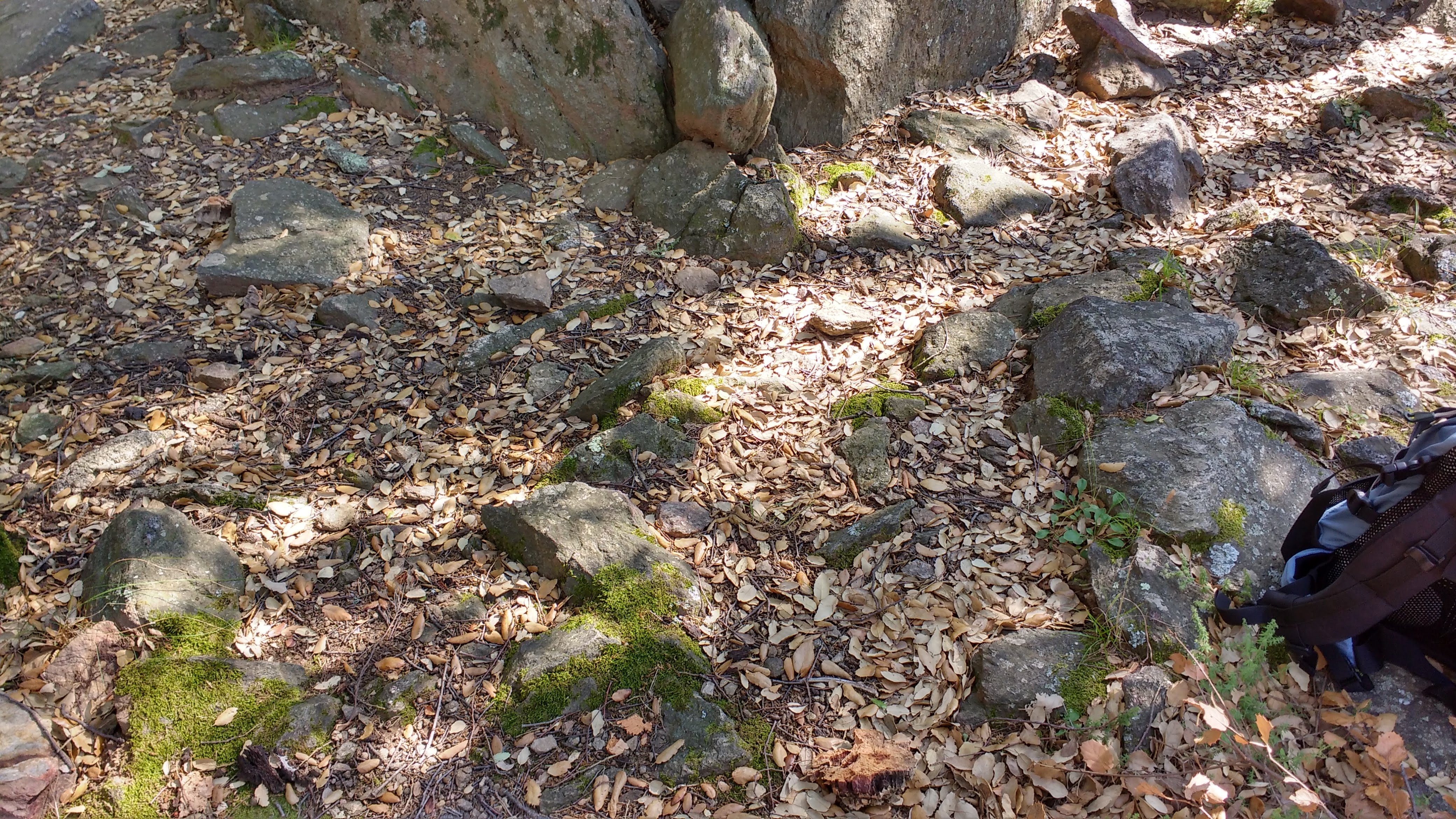
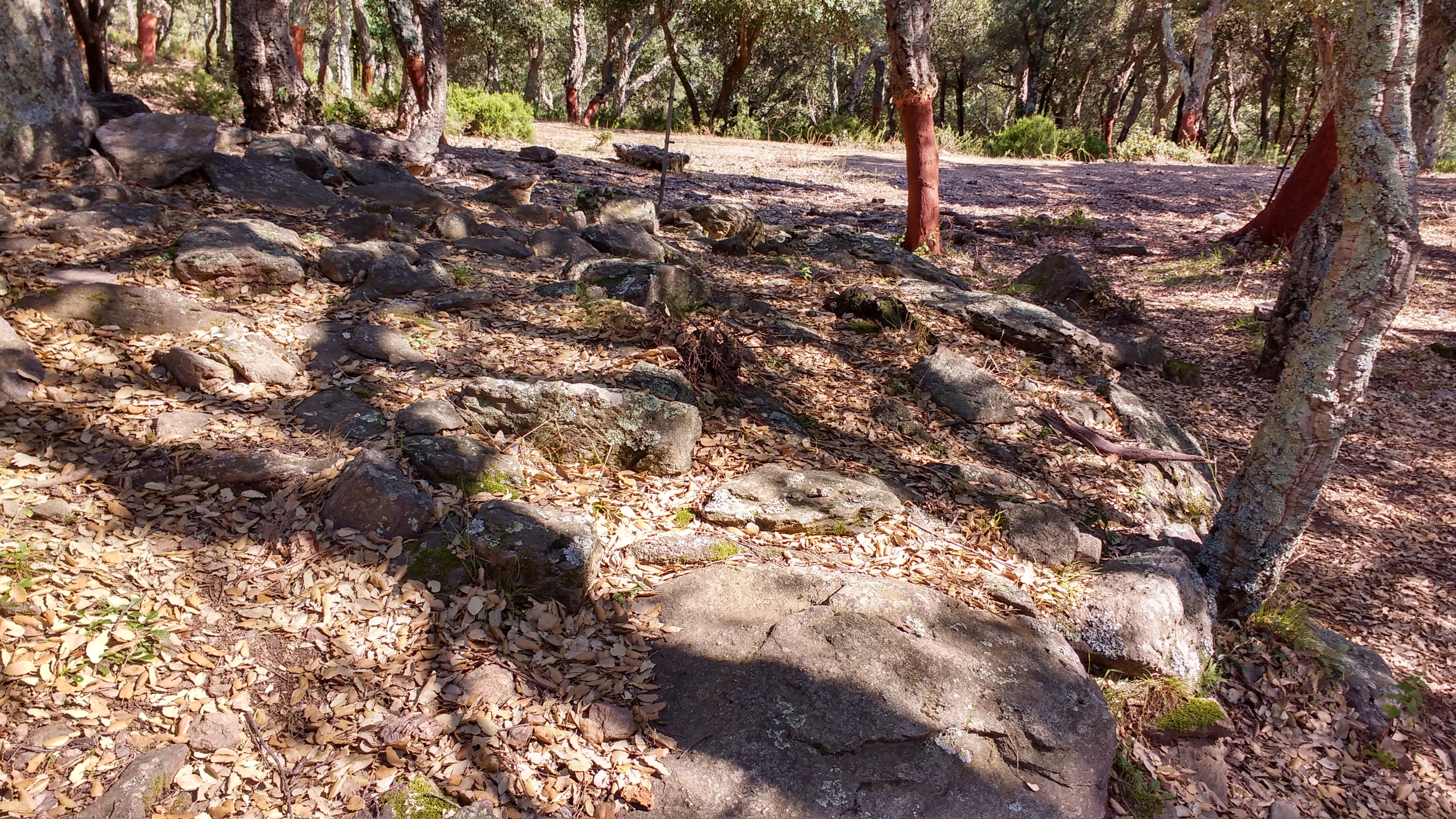

## Fouilles et inventaire du mobilier

Vues de l'intérieur du dolmen (décembre 2011)
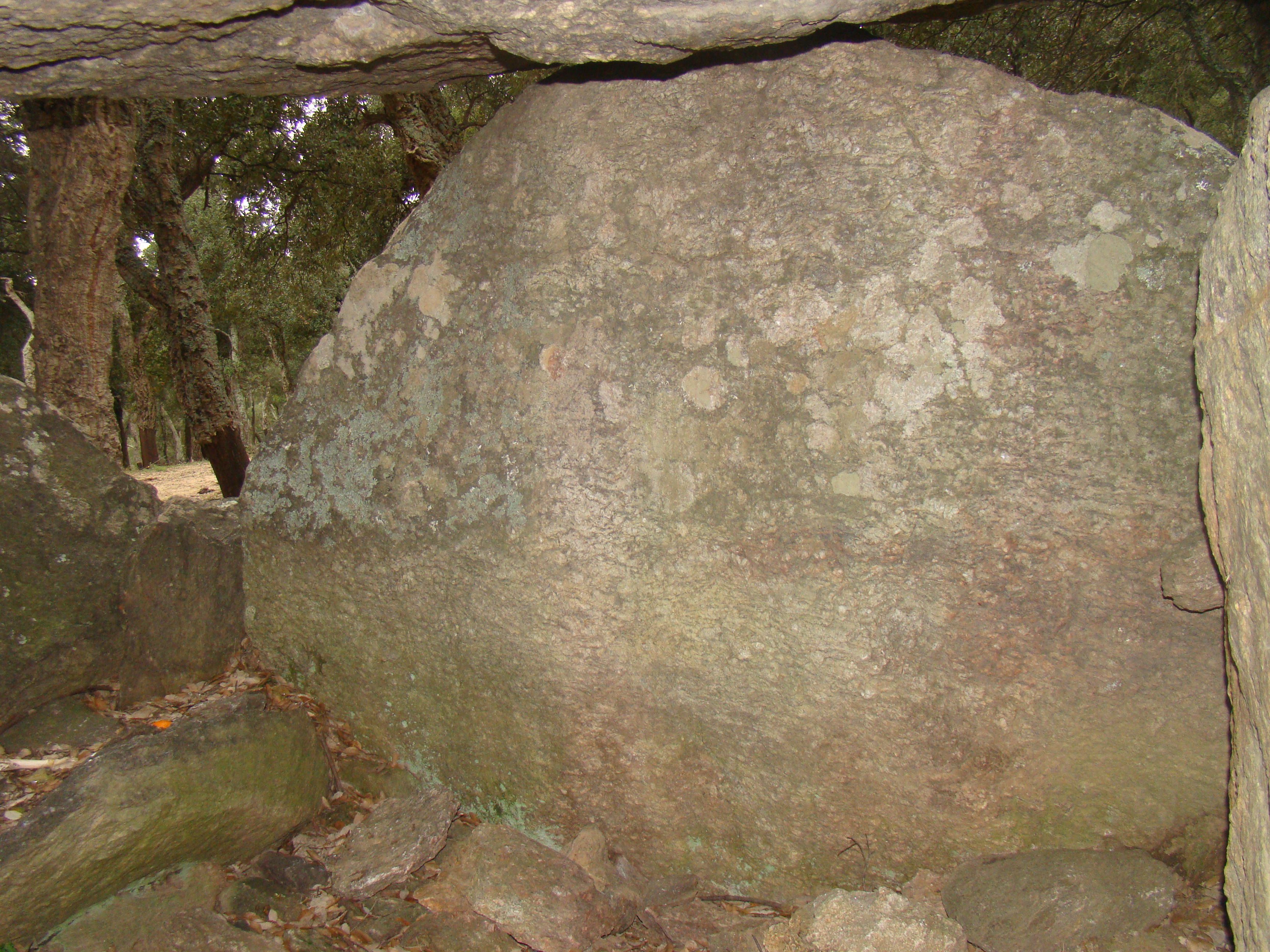
Dalle sud-ouest
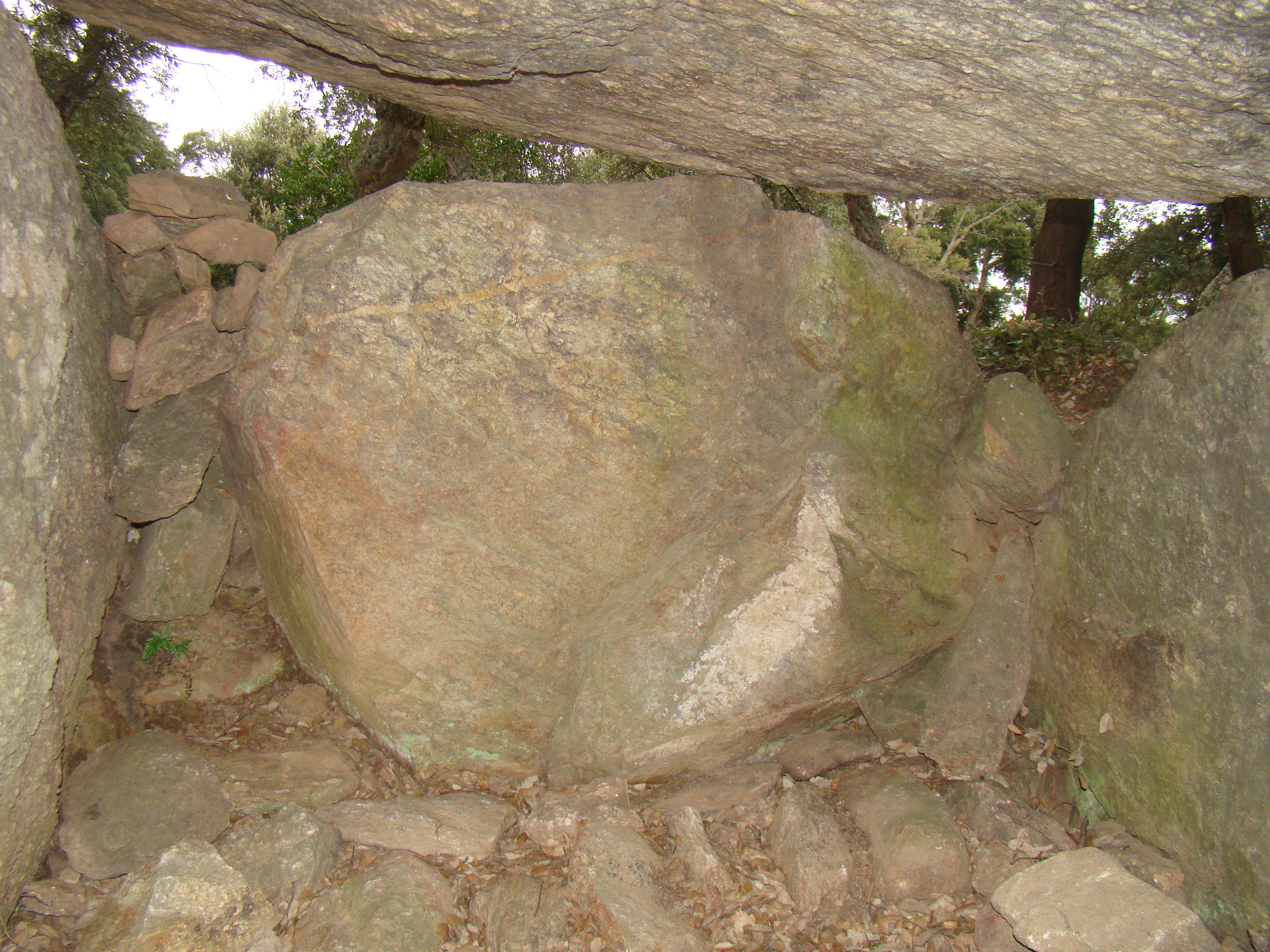
Dalle de chevet
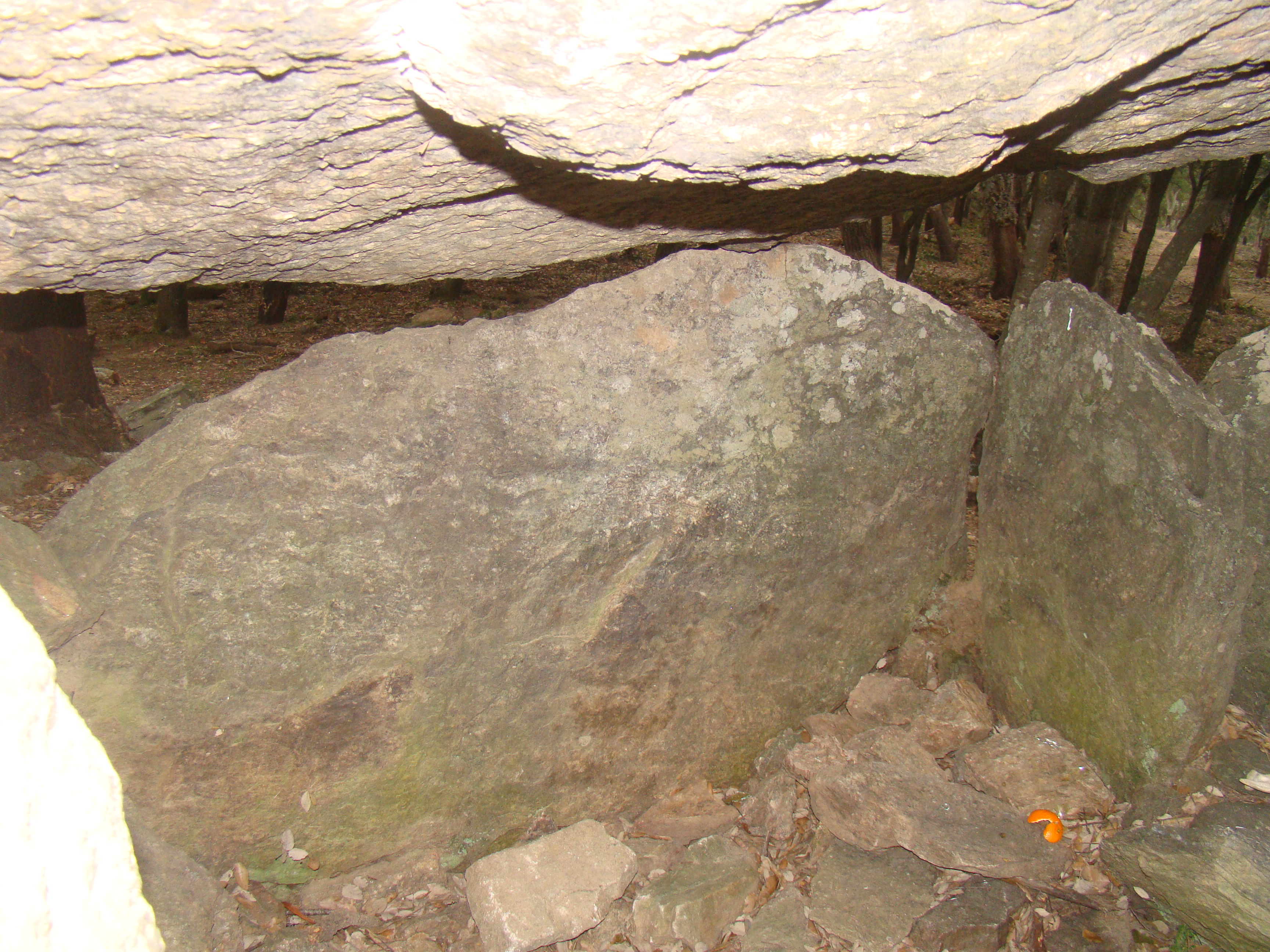
Dalle nord-est

La fouille a commencé par la coupe des arbres des alentours, le dolmen étant situé dans un bois, puis par le décapage du tumulus et ensuite celui du terrain devant le dolmen. Ces décapages n'ont révélé aucun vestige archéologique mais ont montré un tumulus en bon état de conservation, qui n'a semble-t-il pas été perturbé.
La chambre dolménique était également occupée par un arbre, qu'il a fallu déraciner. Cette chambre était comblée par quatre couches de terre mêlées de pierres de 80 cm d'épaisseur totale. La couche superficielle (couche no 1), d'environ 30 cm d'épaisseur, était constituée de terre de couleur brune mêlée de quelques pierres. En dessous, la couche no 2, d'un brun plus foncé et contenant davantage de pierres, dont du quartz, faisait entre 40 et 45 cm d'épaisseur. Puis venaient deux couches plus fines (environ 5 cm) : l'une, la no 3, brun clair, ne contenant pas de pierres, et la dernière, la no 4, étant constituée d'un sédiment rougeâtre avec peu de cailloux. Cette dernière n'a donné aucun vestige.
Les trois couches supérieures contenaient de nombreux fragments de poterie de diverses époques. La couche no 1 a donné des tessons de céramique élaborée par tournage, ce qui révèle une datation de l'époque historique. D'autres tessons, plus anciens (âge du bronze final, vers 1100 à 700 av. J.-C.), se trouvaient dans les trois couches. Très fragmentés, tous ces tessons permettent cependant de reconnaître des urnes, des assiettes, des coupes, des tasses. Les assiettes sont munies de marlis (rebords). Les objets sont souvent décorés, de cupules, de cannelures, d'impressions de doigts, de figures géométriques, de cordons. Les fouilles ont également livré une fusaïole (poids attaché à un fuseau destiné à filer de la laine ou tout autre textile) en terre cuite et un fragment d'anneau en bronze, tous deux de la fin de l'âge du bronze, ainsi qu'un fragment de meule,.

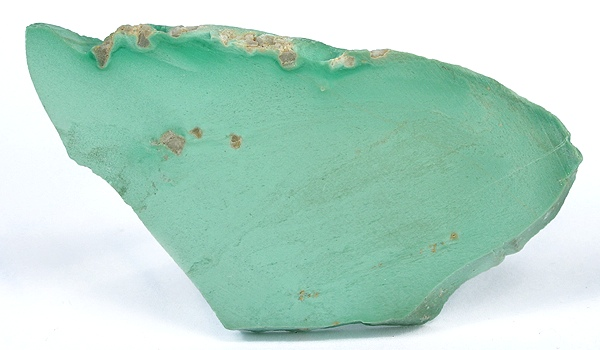
Fragment de variscite.

Les objets datant de l'érection du dolmen vers 2000 av. J.-C., sont peu nombreux : quelques tessons de poterie et une perle en variscite de couleur turquoise. La variscite est un minéral d'origine étrangère qui était très prisé à cette époque pour confectionner des parures,.
La strate no 3 a également livré de petits fragments d'os humains, qui sont peut-être issus des premières sépultures installées dans le dolmen mais cette datation n'est pas certaine.